# Gisèle Freund

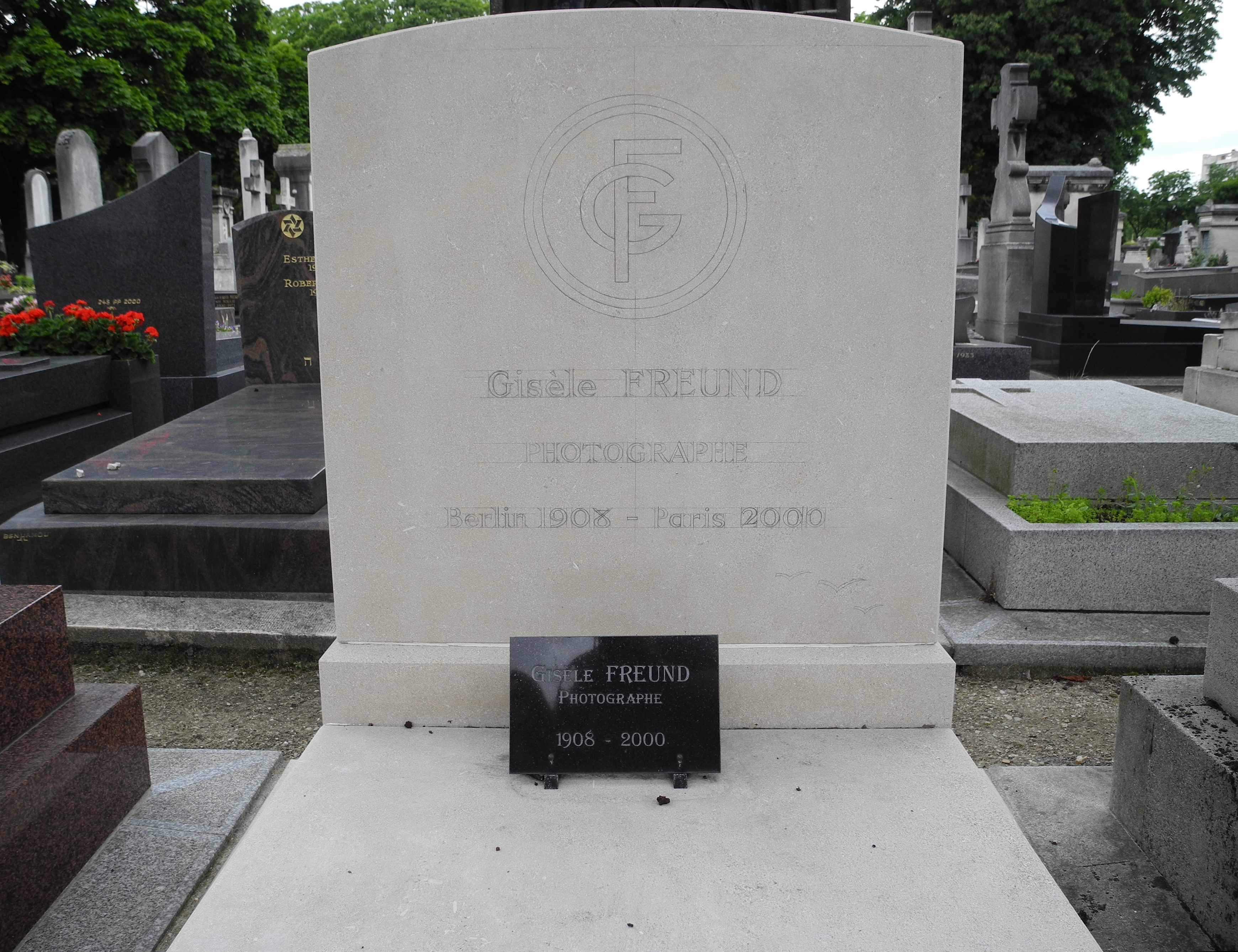
Nagrobek Gisèle Freund na cmentarzu Montparnasse w Paryżu

Gisèle Freund (ur. 19 grudnia 1908 w dzielnicy Schöneberg w Berlinie, zm. 31 marca 2000 w Paryżu) – francusko-niemiecka fotografka i fotoreporterka pochodzenia żydowskiego. Słynęła z fotografii dokumentalnej oraz portretów pisarzy i artystów. Fotografowała znane osoby, m.in.: Virginię Woolf, Jean-Paula Sartre’a i Fridę Kahlo.

## Życiorys
Urodziła się w rodzinie kupców tekstylnych Juliusa i Clary Freund, bogatej pary żydowskiej w berlińskiej dzielnicy Schöneberg. Jej ojciec był zapalonym kolekcjonerem sztuki. W 1925 roku kupił jej pierwszy aparat.
W 1931 studiowała socjologię i historię sztuki na Uniwersytecie Albrechta i Ludwika we Fryburgu, a w latach 1932–1933 studiowała na Uniwersytecie Johanna Wolfganga Goethego we Frankfurcie. Na uniwersytecie stała się aktywną członkinią studenckiej grupy socjalistycznej i była zdecydowana wykorzystać fotografię jako integralną część swojej socjalistycznej praktyki. W 1939 zyskała zaufanie Virginii Woolf i wykonała kultowe kolorowe zdjęcia Woolfów na wystawie w angielskiej National Portrait Gallery. Woolf zgodziła się zmienić ubranie, aby zobaczyć, które najlepiej pasują do harmonii kolorów.
10 czerwca 1940 wraz z nadciągającą nazistowską inwazją uciekła z Paryża. Jej mąż Pierre został schwytany przez nazistów i wysłany do obozu jenieckiego. Był w stanie uciec i spotkał się z Gisèle przed powrotem do Paryża, aby walczyć w ruchu oporu. Jako żona uciekającego więźnia, Żyda i socjalisty, Freund „obawiała się o swoje życie”. W 1942 z pomocą André Malraux, który powiedział swoim przyjaciołom: „musimy uratować Gisèle!”, uciekła do Buenos Aires w Argentynie na zaproszenie Victorii Ocampo. Ocampo była w centrum argentyńskiej elity intelektualnej, a za jej pośrednictwem Freund poznała i sfotografowała wielu wielkich pisarzy i artystów, takich jak Jorge Luis Borges i Pablo Neruda.
Mieszkając w Argentynie, Freund rozpoczęła działalność wydawniczą pod nazwą Ediciones Victoria. W 1947 została pierwszą kobietą, która podpisała kontrakt z agencją Magnum Photos (jako twórczyni z Ameryki Łacińskiej). W 1953 wróciła na stałe do Paryża. W 1954 została uznana przez rząd Stanów Zjednoczonych za persona non grata, co było wynikiem jej socjalistycznych poglądów. Robert Capa zmusił ją do zerwania więzi z Magnum Photos.
Po jej śmierci prezydent Jacques Chirac chwalił ją jako „jednego z największych fotografów na świecie”.

## Publikacje
- 1936: La Photographie en France au dix-neuvieme siècle: essai de sociologie et d’esthétique
- 1945: France
- Guia Arquitectura Mexicana Contemporánea
- 1954: Mexique precolombien (wspólnie z Paulem Rivetem)
- 1965: James Joyce à Paris. Ses dernières années
- 1970: Le monde et ma camera
- 1974: Photographie et société
- 1977: Memoires de l'Oeil
- 1978: Portfolio: Au pays des visages
- 1982: Trois Jours avec Joyce
- 1985: Itineraires
- 1985: Gisèle Freund, photographer
- 1989: Gisèle Freund, Portraits d'ecrivains et d’artistes
- 1991: Gisèle Freund, portrait. Entretiens avec Rauda Jamis
- 1998: The Poetry of the Portrait: Photographs of Writers and Artists

## Ordery i odznaczenia
- 1982: Oficer Orderu Sztuki i Literatury[7]
- 1983: Kawaler Orderu Legii Honorowej[8].